# تريفور مارتن (حكم كركيت)
تريفور مارتن (بالإنجليزية: William Trevor Martin)‏ هو حكم كركيت ‏ نيوزيلندي، ولد في 19 فبراير 1925، وتوفي في 4 أغسطس 2017.